# Haplogrupo E-V68
Haplogrupo E-V68, também conhecido como E1b1b1a, ou E3b1a, é um importante haplogrupo de DNA do cromossoma Y humano encontrado no Norte da África, no Chifre da África, na Ásia Ocidental e na Europa. É um subclado dum haplogrupo maior e mais antigo, conhecido como E1b1b ou E-M215 (também um equivalente aproximado a E-M35). A linhagem E1b1b1a se identifica pela presença de uma mutação de polimorfismo de nucleotídeo único (PNU) / (inglês: SNP) no cromossoma Y, que se conhece como V68. É um assunto para discussão e estudo em genética, bem como em genealogia genética, arqueologia e linguística histórica .
E-V68 é dominado por seu subclado <b>E-M78</b>, mais conhecido. Em várias publicações, tanto E-V68 como E-M78 foram referidos por outros nomes, especialmente pela nomenclatura filogenética como "E3b1a", que são concebidos para mostrar o seu lugar na árvore genealógica de todos os homens. Esses vários nomes mudam à medida que novas descobertas se fazem e se discutem abaixo.

## Origens

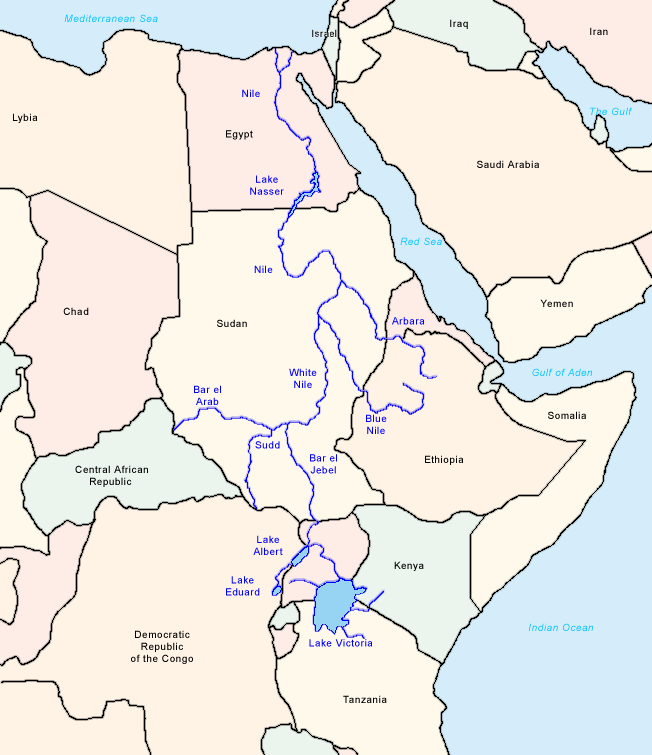
O rio Nilo e seus principais afluentes: um provável corredor de migrações antigas, incluindo aquelas envolvendo as linhagens de DNA-Y E-M243, E-M78, E-V12, e E-V22.

Crê-se que o E-M78, assim como seu clado-pai, E-V68, tenha origem africana. Com base em dados de variância genética de RCT (ou inglês: STR), Cruciani et al. (2007) sugere que este subclado se originou no “Nordeste da África”, que no estudo se refere especificamente à região do Egito e da Líbia .
Antes de Cruciani et al. (2007), Semino et al. (2004) propuseram um local de origem para a E-M78 mais ao sul, na África Oriental . Isso ocorreu devido à alta frequência e diversidade das linhagens E-M78 na região da Etiópia. No entanto, Cruciani et al. (2007) conseguiram obter e estudar mais dados e concluíram que as linhagens E-M78 no Chifre da África eram dominadas por ramos relativamente recentes (veja E-V32 abaixo). Eles concluíram que a região do Egito era o local prováve de origem do E-M78 com base "na distribuição geográfica periférica dos sub-haplogrupos mais derivativos em relação ao nordeste da África, bem como nos resultados da análise quantitativa da UEP e da diversidade de microssatélites".
Cruciani et al. (2007) também observam isso como evidência de “um corredor para migrações bidirecionais” entre o nordeste da África (Egito e Líbia nos dados dos pesquisadores), por um lado, e a África Oriental, por outro. Porque Cruciani et al. (2007) também propuseram que o E-M35, o clado parental do E-M78, originou-se na África Oriental durante o Paleolítico e posteriormente se espalhou para a região do Egito. O E-M78 no leste da África é, portanto, o resultado de uma migração de retorno. Os autores acreditam que houve “pelo menos dois episódios entre 23,9-17,3 quiloanos e 18,0-5,9 quiloanos atrás”.

Outra provável migração do Egito para o sul foi observada por Hassan et al. (2008) com base no seu inquérito sobre o Sudão. Especificamente, o E-V12 e o E-V22, "podem ter sido trazidos do Norte da África para o Sudão após a desertificação progressiva do Saara, há cerca de 6.000-8.000 anos".
Para o norte, do Egito e da Líbia, o E-M78 migrou para o Oriente Médio, mas adicionalmente Trombetta et al. (2011) propuseram que a população portadora de E-V68 anterior pôde ter migrado por mar diretamente da África para o sudoeste da Europa, porque observaram casos de E-V68* (sem a mutação M78) apenas na Sardenha, e não nas amostras do Oriente Médio. No que diz respeito ao E-M78, tal como outras formas de E-V68, há evidências de múltiplas rotas de expansão a partir de um local de origem africana.
Doutrarte, embora aparentemente tenha ocorrido migrações diretas do Norte de África para a Península Ibérica e Sul de Itália (de pessoas portadoras de E-V68*, E-V12, E-V22 e E-V65), a maioria das linhagens E-M78 encontradas na Europa pertencem ao subclado E-V13 que parece ter entrado na Europa nalgum momento indeterminado vindo do Oriente Próximo, onde aparentemente se originou, através dos Bálcãs .
Chegando a conclusões semelhantes às da equipa de Cruciani e Trombetta, Battaglia et al. (2008), ao escrever antes da descoberta do E-V68, descrevem o Egito como "um centro para a distribuição dos vários sub-clados geograficamente localizados relacionados ao M78" e, com base em dados arqueológicos, propõem a possiblidade de o ponto de origem do E-M78 (ao contrário de dispersões posteriores desde o Egito) estar num refúgio que "existia na fronteira dos atuais Sudão e Egito, perto do Lago Núbia, até o início de uma fase úmida por volta de 8.500 a.E.C. O cinturões de chuva de sentido ao setentrião durante este período também poderia ter estimulado uma rápida migração de forrageadores do Mesolítico para o norte da África, o Levante e, finalmente, para a Ásia Menor e a Europa, onde cada um deles eventualmente se diferenciou em seus ramos regionalmente distintos".
A divisão do E-V68 em sub-clados como E-V12, E-V13, etc. tem sido em grande parte trabalho de uma equipe italiana que inclui Fulvio Cruciani, Beniamino Trombetta, Rosario Scozzari e outros. Começaram com base em estudos de STR em 2004 e, em 2006, anunciaram as descobertas de mutações de polimorfismo de nucleotídeo único (PNU)/(SNP) que poderiam definir a maioria dos ramos principais com melhor clareza, o que se discutiu mais detalhadamente em 2007. Esses artigos foram a base das filogenias atualizadas encontradas em Karafet et al. (2008) e ISOGG, que por sua vez é a base da filogenia fornecida abaixo.
Keita (2008) examinou um conjunto de dados publicado do cromossoma Y sobre populações afro-asiáticas e descobriu que uma linhagem chave E-M35 / E-M78, mutação de subclado do haplogrupo E, foi compartilhada entre as populações na localidade dos falantes originais de Egípcio antes e falantes de Cuxita modernos do Chifre. Essas linhagens estão presentes em egípcios, berberes, falantes cuxitas do Chifre da África e falantes sírio-árabes no Oriente Próximo. Ele observou que variantes também são encontradas no Egeu e nos Bálcãs, mas a origem do subclado M35 estava na África Oriental, e seus clados eram dominantes numa porção central das populações de língua afro-asiática que incluíam grupos cuxitas, egípcios e berberes, em contraste os falantes semíticos mostraram um declínio na frequência, indo de oeste para leste na região do sírio-levantina. Keita identificou altas frequências de M35 (> 50%) entre populações omóticas, mas afirmou que isso derivou duma pequena amostra publicada de 12. Keita também escreveu que a mutação PN2 foi compartilhada pelas linhagens M35 e M2 e este clado definido originou-se desde a África Oriental. Concluiu que "os dados genéticos fornecem perfis populacionais que indicam claramente homens de origem africana, em oposição a serem de ascendência asiática ou Europaia", mas reconheceu que a biodiversidade não indica qualquer conjunto específico de cores de pele ou características faciais, uma vez que as populações estavam sujeitas a pressões microevolutivas.
Loosdrecht et al. (2018) analisaram dados do genoma de sete antigos indivíduos iberomaurisianos da Grotte des Pigeons (pt: Caverna dos Pombos), perto de Taforalt, no leste de Marrocos . Os fósseis foram datados diretamente entre 15.100 e 13.900 anos calibrados antes do presente. Os cientistas descobriram que todos os espécimes masculinos com preservação suficiente de DNA nuclear pertenciam ao subclado E1b1b1a1 (M78), com um esqueleto a portar a linhagem parental E1b1b1a1b1 para E-V13. Martiniano et al. (2022), posteriormente, reatribuíram todas as amostras de Taforalt ao haplogrupo E-M78 e nenhuma ao E-L618, o antecessor do E-V13.

## Idade
Em junho de 2015, a mutação M78 e o consequente início das árvores genealógicas dos haplogrupos E-M78 e E-V68 foram datados por Trombetta et al. para aproximadamente 20.300-14.800 anos atrás.

## Árvore genealógica
Esta árvore filogenética de subclados  é baseada na árvore ISOGG 2019, bem como na árvore da companhia de ancestralidade FamilyTreeDNA™.
|  | E-BY8350 Encontra-se na Pen. Arábica              |
|  |                                                   |
|  | E-V32 Encontra-se na Somália e na Península Árabe |
|  |                                                   |

|  | E-CTS10132 Encontra-se primariamente em Gâmbia                        |
|  |                                                                       |
|  | E-CTS4004 Clado grande, encontrado por toda a Europa e Ásia Ocidental |
|  |                                                                       |

|  | E-BY8350 Encontra-se na Pen. Arábica              |
|  |                                                   |
|  | E-V32 Encontra-se na Somália e na Península Árabe |
|  |                                                   |

|  | E-CTS10132 Encontra-se primariamente em Gâmbia                        |
|  |                                                                       |
|  | E-CTS4004 Clado grande, encontrado por toda a Europa e Ásia Ocidental |
|  |                                                                       |

|  | E-BY8350 Encontra-se na Pen. Arábica              |
|  |                                                   |
|  | E-V32 Encontra-se na Somália e na Península Árabe |
|  |                                                   |

|  | E-CTS10132 Encontra-se primariamente em Gâmbia                        |
|  |                                                                       |
|  | E-CTS4004 Clado grande, encontrado por toda a Europa e Ásia Ocidental |
|  |                                                                       |

|  | E-BY8350 Encontra-se na Pen. Arábica              |
|  |                                                   |
|  | E-V32 Encontra-se na Somália e na Península Árabe |
|  |                                                   |

|  | E-CTS10132 Encontra-se primariamente em Gâmbia                        |
|  |                                                                       |
|  | E-CTS4004 Clado grande, encontrado por toda a Europa e Ásia Ocidental |
|  |                                                                       |

| V13              | E-V13* (E1b1b1a1b1a*) A maioria dos E-V13, e o grupo mais comum de E-M78 na Europe. |
|                  | E-V13* (E1b1b1a1b1a*) A maioria dos E-V13, e o grupo mais comum de E-M78 na Europe. |
| V27              | ()                                                                                  |
|                  | ()                                                                                  |
| P65              | ()                                                                                  |
|                  | ()                                                                                  |
| L17              | (E1b1b1a1b1a1)                                                                      |
|                  | (E1b1b1a1b1a1)                                                                      |
| L143             | (E1b1b1a1b1a2a)                                                                     |
|                  | (E1b1b1a1b1a2a)                                                                     |
| M35.2            | (E1b1b1a1a1b1a3) Neste pequeno ramo a mutação M35 tem-se revertido e perdido        |
|                  | (E1b1b1a1a1b1a3) Neste pequeno ramo a mutação M35 tem-se revertido e perdido        |
| L241             | ()                                                                                  |
|                  | ()                                                                                  |
| L250, L251, L252 | (E1b1b1a1b1a4)                                                                      |
|                  | (E1b1b1a1b1a4)                                                                      |
| L540             | (E1b1b1a1b1a5a1)                                                                    |
|                  | (E1b1b1a1b1a5a1)                                                                    |

| V22  | E-V22* (E1b1b1a1b2*) Encontrado no Egito, Arábia, Levante, Iraque em pequenas frequências. |
|      | E-V22* (E1b1b1a1b2*) Encontrado no Egito, Arábia, Levante, Iraque em pequenas frequências. |
| M148 | (E1b1b1a1b2a1)                                                                             |
|      | (E1b1b1a1b2a1)                                                                             |
| V19  | ()                                                                                         |
|      | ()                                                                                         |

|  | E-BY8350 Encontra-se na Pen. Arábica              |
|  |                                                   |
|  | E-V32 Encontra-se na Somália e na Península Árabe |
|  |                                                   |

|  | E-CTS10132 Encontra-se primariamente em Gâmbia                        |
|  |                                                                       |
|  | E-CTS4004 Clado grande, encontrado por toda a Europa e Ásia Ocidental |
|  |                                                                       |

|  | E-BY8350 Encontra-se na Pen. Arábica              |
|  |                                                   |
|  | E-V32 Encontra-se na Somália e na Península Árabe |
|  |                                                   |

|  | E-CTS10132 Encontra-se primariamente em Gâmbia                        |
|  |                                                                       |
|  | E-CTS4004 Clado grande, encontrado por toda a Europa e Ásia Ocidental |
|  |                                                                       |

|  | E-BY8350 Encontra-se na Pen. Arábica              |
|  |                                                   |
|  | E-V32 Encontra-se na Somália e na Península Árabe |
|  |                                                   |

|  | E-CTS10132 Encontra-se primariamente em Gâmbia                        |
|  |                                                                       |
|  | E-CTS4004 Clado grande, encontrado por toda a Europa e Ásia Ocidental |
|  |                                                                       |

|  | E-BY8350 Encontra-se na Pen. Arábica              |
|  |                                                   |
|  | E-V32 Encontra-se na Somália e na Península Árabe |
|  |                                                   |

|  | E-CTS10132 Encontra-se primariamente em Gâmbia                        |
|  |                                                                       |
|  | E-CTS4004 Clado grande, encontrado por toda a Europa e Ásia Ocidental |
|  |                                                                       |

| V13              | E-V13* (E1b1b1a1b1a*) A maioria dos E-V13, e o grupo mais comum de E-M78 na Europe. |
|                  | E-V13* (E1b1b1a1b1a*) A maioria dos E-V13, e o grupo mais comum de E-M78 na Europe. |
| V27              | ()                                                                                  |
|                  | ()                                                                                  |
| P65              | ()                                                                                  |
|                  | ()                                                                                  |
| L17              | (E1b1b1a1b1a1)                                                                      |
|                  | (E1b1b1a1b1a1)                                                                      |
| L143             | (E1b1b1a1b1a2a)                                                                     |
|                  | (E1b1b1a1b1a2a)                                                                     |
| M35.2            | (E1b1b1a1a1b1a3) Neste pequeno ramo a mutação M35 tem-se revertido e perdido        |
|                  | (E1b1b1a1a1b1a3) Neste pequeno ramo a mutação M35 tem-se revertido e perdido        |
| L241             | ()                                                                                  |
|                  | ()                                                                                  |
| L250, L251, L252 | (E1b1b1a1b1a4)                                                                      |
|                  | (E1b1b1a1b1a4)                                                                      |
| L540             | (E1b1b1a1b1a5a1)                                                                    |
|                  | (E1b1b1a1b1a5a1)                                                                    |

| V22  | E-V22* (E1b1b1a1b2*) Encontrado no Egito, Arábia, Levante, Iraque em pequenas frequências. |
|      | E-V22* (E1b1b1a1b2*) Encontrado no Egito, Arábia, Levante, Iraque em pequenas frequências. |
| M148 | (E1b1b1a1b2a1)                                                                             |
|      | (E1b1b1a1b2a1)                                                                             |
| V19  | ()                                                                                         |
|      | ()                                                                                         |

## Distribuição
Até agora, três indivíduos que têm E-V68, mas não E-M78, foram relatados na Sardenha, por Trombetta et al. (2011), ao anunciar a descoberta do V68.
O E-M78 está amplamente distribuído no Norte de África, no Chifre de África, na Ásia Ocidental (estendendo-se até ao Sul da Ásia ) e na Europa .
O paragrupo E-M78*, mais basal e raro, foi encontrado em suas frequências mais altas em egípcios do Oásis Gurna (5,88%), com frequências mais baixas também observadas em árabes marroquinos, sardos e nos Bálcãs .
As frequências mais altas de todos os sub-clados E-M78 definidos se encontram primariamente entre as populações de língua afro-asiática na grande área que se estende desde o suposto local de origem do haplogrupo no Alto Egito até o Sudão e o Chifre da África .
Fora desta área central de distribuição (Norte de África e Chifre da África), o E-V68 também é observado noutras partes do continente em frequências mais baixas devido a dispersões mais recentes. É assim encontrado hoje em bolsões dos Grandes Lagos africanos e da África Austral devido aos primeiros colonizadores de língua afro-asiática que vieram da região do Chifre, e no extremo oeste da Guiné-Bissau, onde a sua presença foi provisoriamente atribuída a Movimentos trans-saarianos de pessoas desde o Norte da África.
A distribuição do E-V68 na Europa é dominada pelo subclado E-V13, exceto na Península Ibérica. E-V13 tem um pico de frequência centrado em partes dos Bálcãs (aproximadamente 20% nas áreas do sul; até quase 50% em alguns lugares e populações específicas ) e na Itália. Hoje tem frequências mais baixas nas áreas oeste, centro e nordeste, embora o E-V13 tenha sido encontrado em um cemitério neolítico na Catalunha. Isso é discutido com mais detalhes abaixo.
| Região                   | População | n                 | E-M78              | E-M78*          | E-V12*        | E-V13              | E-V22         | E-V32 | E-V65         | Study                                        |
| ------------------------ | --- | ----------------- | ------------------ | --------------- | ------------- | ------------------ | ------------- | ----- | ------------- | -------------------------------------------- |
| Europa                   | Albaneses | 55                | 25.46% = (14/55)   | 1.82% = (1/55)  |               | 23.64% = (13/55)   |               |       |               | [ 15 ]                                       |
| Europa                   | Albaneses Macedônios | 64                | 35.94% = (23/64)   | 1.56% = (1/64)  |               | 34.38% = (22/64)   |               |       |               | [ 15 ]                                       |
| Europa                   | Albaneses e Albaneses Macedônios | 55+ 64= 119       | 31.09% = (37/119)  | 1.68% = (2/119) |               | 29.41% = (35/119)  |               |       |               | [ 15 ]                                       |
| Europa                   | Albaneses Cosovares | 114               | 45.61% = (52/114)  | 1.75% = (2/114) |               | 43.86% = (50/114)  |               |       |               | Peričic et al. (2005)                        |
| Europa                   | Albaneses | 96                | 32.29% = (31/96)   |                 |               | 32.29% = (31/96)   |               |       |               | Cruciani et al. (2007)                       |
| Europa                   | Albaneses e Albaneses Cosovares Albaneses Macedônios                                                                                              | 119+ 114+ 96= 329 | 36.47% = (120/329) | 1.22% = (4/329) |               | 35.26% = (116/329) |               |       |               | Peričic et al. (2005) Cruciani et al. (2007) |
| Europa                   | Macedônios Arromenos | 57                | 29.82              |                 |               | 29.82              |               |       |               | Peričic et al. (2005)                        |
| Europa                   | Sérvios | 113               | 20.35              | 1.77            |               | 18.58              |               |       |               | Peričic et al. (2005)                        |
| Europa                   | Croatas | 108               | 5.60               |                 |               | 5.60               |               |       |               | Peričic et al. (2005)                        |
| Europa                   | Creta | 193               | 6.7% = 13/193      |                 |               | 6.7% = 13/193      |               |       |               | King et al. (2008)                           |
| Europa                   | Gregos de Nea Nikomedeia | 57                | 15.8% = 9/57       | 1.8% = 1/57     |               | 14.0% = 8/57       |               |       |               | King et al. (2008)                           |
| Europa                   | Gregos de Sesklo/Dimini | 57                | 38.6% = 22/57      | 3.5% = 2/57     |               | 35.1% = 20/57      |               |       |               | King et al. (2008)                           |
| Europa                   | Gregos de Lerna/Franchthi | 57                | 35.1% = 20/57      |                 |               | 35.1% = 20/57      |               |       |               | King et al. (2008)                           |
| Europa                   | Gregos de Creta e Gregos de Nea Nikomedeia e Gregos de Sesklo/Dimini e Gregos de Lerna/Franchthi                                                  | 193+ 57+ 57= 364  | 17.58% = 64/364    | 0.82% = 3/364   |               | 16.76% = 61/364    |               |       |               | King et al. (2008)                           |
| Europa                   | Gregos Continentais | 147               | 19.05% = 28/147    |                 |               | 17.69% = 26/147    | 0.68% = 1/147 |       | 0.68% = 1/147 | Cruciani et al. (2007)                       |
| Europa                   | Gregos de Creta | 215               | 6.51% = 14/215     |                 | 0.93% = 2/215 | 5.58% = 12/215     |               |       |               | Cruciani et al. (2007)                       |
| Europa                   | Gregos do Egeu | 71                | 16.9% = 12/71      |                 |               | 15.49% = 11/71     | 1.41% = 1/71  |       |               | Cruciani et al. (2007)                       |
| Europa                   | Gregos Continentais Gregos de Creta Gregos do Egeu                                                                                                | 147+ 215+ 71= 433 | 12.47% = 54/433    |                 | 0.46% = 2/433 | 11.32% = 49/433    | 0.46% = 2/433 |       | 0.23% = 1/433 | Cruciani et al. (2007)                       |
| Europa                   | Gregos de Creta and Gregos de Nea Nikomedeia Gregos de Sesklo/Dimini Gregos de Lerna/Franchthi Gregos Continentais Gregos de Creta Gregos do Egeu | 364+ 433= 797     | 14.81% = 118/797   | 0.38% = 3/797   | 0.25% = 2/797 | 13.8% = 110/797    | 0.25% = 2/797 |       | 0.13% = 1/797 | King et al. (2008) Cruciani et al. (2007)    |
| Europa                   | Sicilianos | 236               | 11.43              |                 | 1.27          | 5.93               | 3.81          |       | 0.42          | Di Gaetano et al. (2009)                     |
| Europa                   | Andaluzios de Huelva | 167               | 6.59               |                 | 1.20          | 4.19               |               | 0.60  | 0.60          | Ambrosio et al. (2010)                       |
| Europa                   | Macedônios do Norte | 99                | 18.18              |                 |               | 17.17              | 1.01          |       |               | Cruciani et al. (2007)                       |
| Europa                   | Búlgaros | 204               | 16.67              |                 | 0.49          | 16.18              |               |       |               | Cruciani et al. (2007)                       |
| Europa                   | Sicilianos | 153               | 13.07              |                 | 0.65          | 7.19               | 4.58          |       | 0.65          | Cruciani et al. (2007)                       |
| Europa                   | Italianos do Norte (Setentrionais) | 94                | 7.45               |                 |               | 5.32               | 2.13          |       |               | Cruciani et al. (2007)                       |
| Europa                   | Italianos Centrais | 356               | 7.87               |                 | 0.28          | 5.34               | 1.97          |       | 0.28          | Cruciani et al. (2007)                       |
| Europa                   | Italianos do Sul | 141               | 10.64              |                 | 0.71          | 8.51               | 1.42          |       |               | Cruciani et al. (2007)                       |
| Europa                   | Sardos | 374               | 3.48               | 0.27            | 0.27          | 1.07               | 0.8           |       | 1.07          | Cruciani et al. (2007)                       |
| Europa                   | Portugueses do Norte (Setentrionais) | 50                | 4                  |                 |               | 4                  |               |       |               | Cruciani et al. (2007)                       |
| Europa                   | Portugueses do Sul (Meridionais) | 49                | 4.08               |                 |               | 4.08               |               |       |               | Cruciani et al. (2007)                       |
| Europa                   | Pasiegos da Cantábria | 56                |                    |                 |               |                    |               |       |               | Cruciani et al. (2007)                       |
| Europa                   | Asturianos | 90                | 10                 |                 |               | 5.56               | 4.44          |       |               | Cruciani et al. (2007)                       |
| Europa                   | Espanhóis do Sul | 62                | 3.23               |                 |               |                    | 3.23          |       |               | Cruciani et al. (2007)                       |
| Europa                   | Espanhóis Bascos | 55                |                    |                 |               |                    |               |       |               | Cruciani et al. (2007)                       |
| Europa                   | Bascos Franceses | 16                | 6.25               |                 | 6.25          |                    |               |       |               | Cruciani et al. (2007)                       |
| Europa                   | Franceses | 225               | 4.44               |                 | 0.44          | 4                  |               |       |               | Cruciani et al. (2007)                       |
| Europa                   | Ingleses | 28                |                    |                 |               |                    |               |       |               | Cruciani et al. (2007)                       |
| Europa                   | Daneses | 35                | 2.86               |                 |               | 2.86               |               |       |               | Cruciani et al. (2007)                       |
| Europa                   | Alemães | 77                | 3.9                |                 |               | 3.9                |               |       |               | Cruciani et al. (2007)                       |
| Europa                   | Polacos | 40                | 2.5                |                 |               | 2.5                |               |       |               | Cruciani et al. (2007)                       |
| Europa                   | Tchecos | 268               | 4.85               |                 |               | 4.85               |               |       |               | Cruciani et al. (2007)                       |
| Europa                   | Eslovacos | 24                | 8.33               |                 |               | 8.33               |               |       |               | Cruciani et al. (2007)                       |
| Europa                   | Eslovenos | 104               | 2.88               |                 |               | 2.88               |               |       |               | Cruciani et al. (2007)                       |
| Europa                   | Estonianos | 74                | 4.05               |                 |               | 4.05               |               |       |               | Cruciani et al. (2007)                       |
| Europa                   | Bielorrusos | 40                |                    |                 |               |                    |               |       |               | Cruciani et al. (2007)                       |
| Europa                   | Russos do Norte | 82                | 3.66               |                 |               | 3.66               |               |       |               | Cruciani et al. (2007)                       |
| Europa                   | Russos do Sul | 92                | 2.17               |                 |               | 2.17               |               |       |               | Cruciani et al. (2007)                       |
| Europa                   | Ucranianos | 11                | 9.09               |                 |               | 9.09               |               |       |               | Cruciani et al. (2007)                       |
| Europa                   | Moldávios | 77                | 7.79               |                 |               | 7.79               |               |       |               | Cruciani et al. (2007)                       |
| Europa                   | Húngaros | 106               | 9.43               |                 |               | 9.43               |               |       |               | Cruciani et al. (2007)                       |
| Europa                   | Romenos | 265               | 7.55               |                 |               | 7.17               | 0.38          |       |               | Cruciani et al. (2007)                       |
| Noroeste da África       | Árabes Marroquinos | 55                | 40                 | 3.64            |               |                    | 7.27          |       | 29.09         | Cruciani et al. (2007)                       |
| Noroeste da África       | Berberes de Asni | 54                | 3.7                |                 |               |                    | 3.7           |       |               | Cruciani et al. (2007)                       |
| Noroeste da África       | Berberes Buíras | 67                | 1.49               |                 |               | 1.49               |               |       |               | Cruciani et al. (2007)                       |
| Noroeste da África       | Berberes de Médio Atlas | 69                | 10.14              |                 |               |                    |               |       | 10.14         | Cruciani et al. (2007)                       |
| Noroeste da África       | Berberes de Marraquexe | 29                | 6.9                |                 | 3.45          |                    | 3.45          |       |               | Cruciani et al. (2007)                       |
| Noroeste da África       | Marroquinos Judeus | 50                | 12                 |                 | 2             | 2                  | 8             |       |               | Cruciani et al. (2007)                       |
| Noroeste da África       | Berberes Moçabitas | 20                |                    |                 |               |                    |               |       |               | Cruciani et al. (2007)                       |
| África do Norte Oriental | Judeus Líbios | 25                | 8                  |                 |               | 4                  |               |       | 4             | Cruciani et al. (2007)                       |
| África do Norte Oriental | Árabes Líbios | 10                | 20                 |                 |               |                    |               |       | 20            | Cruciani et al. (2007)                       |
| África do Norte Oriental | Egípcios do Norte (Delta) | 72                | 23.61              |                 | 5.56          | 1.39               | 13.89         | 2.78  |               | Cruciani et al. (2007)                       |
| África do Norte Oriental | Egípcios Berberes | 93                | 6.45               |                 | 2.15          |                    |               |       | 4.3           | Cruciani et al. (2007)                       |
| África do Norte Oriental | Egípcios de Elbari | 41                | 41.46              |                 | 14.63         | 2.44               | 21.95         |       | 2.44          | Cruciani et al. (2007)                       |
| África do Norte Oriental | Egípcios do Oásis Gurna | 34                | 17.65              | 5.88            | 8.82          |                    |               | 2.94  |               | Cruciani et al. (2007)                       |
| África do Norte Oriental | Egípcios | 70                | 79                 |                 | 79            |                    |               |       |               | Trombetta (2015)                             |
| África do Norte Oriental | Egípcios do Sul | 79                | 50.63              |                 | 44.3          | 1.27               | 3.8           |       | 1.27          | Cruciani et al. (2007)                       |
| África Oriental          | Dinka | 26                | 15.38              |                 | 3.85          |                    | 11.54         |       |               | Hassan et al. (2008)                         |
| África Oriental          | Shilluk | 15                | 13.33              |                 |               |                    | 13.33         |       |               | Hassan et al. (2008)                         |
| África Oriental          | Nuer | 12                | 16.67              |                 | 16.67         |                    |               |       |               | Hassan et al. (2008)                         |
| África Oriental          | Borgu | 26                | 15.38              |                 |               |                    | 3.85          | 11.54 |               | Hassan et al. (2008)                         |
| África Oriental          | Nuba | 28                | 25                 | 3.57            | 3.57          |                    | 7.14          | 10.71 |               | Hassan et al. (2008)                         |
| África Oriental          | Masalit | 32                | 71.88              | 3.13            |               |                    | 15.63         | 53.13 |               | Hassan et al. (2008)                         |
| África Oriental          | Fur | 32                | 59.38              |                 |               |                    | 18.75         | 40.63 |               | Hassan et al. (2008)                         |
| África Oriental          | Núbios | 39                | 15.38              |                 | 12.82         |                    |               | 2.56  |               | Hassan et al. (2008)                         |
| África Oriental          | Fulâni de Sudão | 26                | 34.62              |                 |               |                    | 30.77         | 3.85  |               | Hassan et al. (2008)                         |
| África Oriental          | Haúças de Sudão | 32                | 3.13               |                 |               |                    |               | 3.13  |               | Hassan et al. (2008)                         |
| África Oriental          | Coptas Egípcios do Sudão | 33                | 15.15              |                 | 15.15         |                    |               |       |               | Hassan et al. (2008)                         |
| África Oriental          | Beja | 42                | 35.71              |                 | 4.76          |                    |               | 30.95 |               | Hassan et al. (2008)                         |
| África Oriental          | Gaalien | 50                | 18.00              |                 | 6.00          |                    | 6.00          | 6.00  |               | Hassan et al. (2008)                         |
| África Oriental          | Meseria | 28                | 14.29              |                 | 3.57          |                    |               | 10.71 |               | Hassan et al. (2008)                         |
| África Oriental          | Arakien | 24                | 16.67              |                 | 8.33          |                    | 4.17          | 4.17  |               | Hassan et al. (2008)                         |
| África Oriental          | Amhara | 34                | 8.82               |                 |               |                    |               | 8.82  |               | Cruciani et al. (2007)                       |
| África Oriental          | Judeus Etíopes | 22                | 9.09               |                 |               |                    |               | 9.09  |               | Cruciani et al. (2007)                       |
| África Oriental          | Mestiços da Etiópia | 12                | 33.33              |                 |               |                    | 25            | 8.33  |               | Cruciani et al. (2007)                       |
| África Oriental          | Borana/Oromo (Quênia/Etiópia) | 32                | 40.63              |                 |               |                    |               | 40.63 |               | Cruciani et al. (2007)                       |
| África Oriental          | Uolaíta | 12                | 16.67              |                 |               |                    | 8.33          | 8.33  |               | Cruciani et al. (2007)                       |
| África Oriental          | Sahô de Eritréia | 94                | 88.3               |                 |               |                    | 88.3          |       |               | Trombetta (2015)                             |
| África Oriental          | Somalis da Etiópia | 12                | 33.3               |                 |               |                    | 8.3           | 25    |               | Trombetta (2015)                             |
| África Oriental          | Somalis de Somália | 5                 | 80                 |                 |               |                    |               | 80    |               | Trombetta (2015)                             |
| África Oriental          | Somalis de Quênia | 6                 | 80                 |                 |               |                    |               | 80    |               | Trombetta (2015)                             |
| África Oriental          | Nilóticos do Quênia | 18                | 11.11              |                 |               |                    | 11.11         |       |               | Cruciani et al. (2007)                       |
| África Oriental          | Banto do Quênia | 28                | 3.57               |                 |               |                    |               | 3.57  |               | Cruciani et al. (2007)                       |
| África Oriental          | África Ocidental | 123               | 0.81               |                 | 0.81          |                    |               |       |               | Cruciani et al. (2007)                       |
| África Oriental          | África Central | 150               | 0.67               |                 | 0.67          |                    |               |       |               | Cruciani et al. (2007)                       |
| África Oriental          | Áfricos do Sul | 105               |                    |                 |               |                    |               |       |               | Cruciani et al. (2007)                       |
| Ásia Ocidental           | Turcos de Istambul | 35                | 8.57               |                 |               | 2.86               | 5.71          |       |               | Cruciani et al. (2007)                       |
| Ásia Ocidental           | Turcos Sudoestinos | 40                | 2.5                |                 |               | 2.5                |               |       |               | Cruciani et al. (2007)                       |
| Ásia Ocidental           | Turcos Nordestinos | 41                |                    |                 |               |                    |               |       |               | Cruciani et al. (2007)                       |
| Ásia Ocidental           | Turcos Sudestinos | 24                | 4.17               |                 |               | 4.17               |               |       |               | Cruciani et al. (2007)                       |
| Ásia Ocidental           | Turcos de Erzurum | 25                | 4                  |                 | 4             |                    |               |       |               | Cruciani et al. (2007)                       |
| Ásia Ocidental           | Anatólios Centrais | 61                | 6.56               |                 | 1.64          | 4.92               |               |       |               | Cruciani et al. (2007)                       |
| Ásia Ocidental           | Turcos cipriotas | 46                | 13.04              |                 |               | 10.87              | 2.17          |       |               | Cruciani et al. (2007)                       |
| Ásia Ocidental           | Levitas Samaritanos | 2                 | 100                |                 |               |                    | 100           |       |               | [ 16 ]                                       |
| Ásia Ocidental           | Sefardis Turcos | 19                |                    |                 |               |                    |               |       |               | Cruciani et al. (2007)                       |
| Ásia Ocidental           | Palestinos | 29                | 10.34              |                 |               | 3.45               | 6.9           |       |               | Cruciani et al. (2007)                       |
| Ásia Ocidental           | Árabes Drusos | 28                | 10.71              |                 |               | 10.71              |               |       |               | Cruciani et al. (2007)                       |
| Ásia Ocidental           | Beduínos | 28                | 3.57               |                 |               |                    | 3.57          |       |               | Cruciani et al. (2007)                       |
| Ásia Ocidental           | Sírios | 100               | 2                  |                 |               |                    | 2             |       |               | Cruciani et al. (2007)                       |
| Ásia Ocidental           | Curdos do Iraque | 20                |                    |                 |               |                    |               |       |               | Cruciani et al. (2007)                       |
| Ásia Ocidental           | Árabes do EAU | 40                | 2.5                |                 |               |                    | 2.5           |       |               | Cruciani et al. (2007)                       |
| Ásia Ocidental           | Omanis | 106               | 0.94               |                 |               |                    | 0.94          |       |               | Cruciani et al. (2007)                       |
| Ásia Ocidental           | Adigueus | 18                |                    |                 |               |                    |               |       |               | Cruciani et al. (2007)                       |
| Ásia Ocidental           | Azeris | 97                | 2.06               |                 |               | 2.06               |               |       |               | Cruciani et al. (2007)                       |

## Subclados de M78

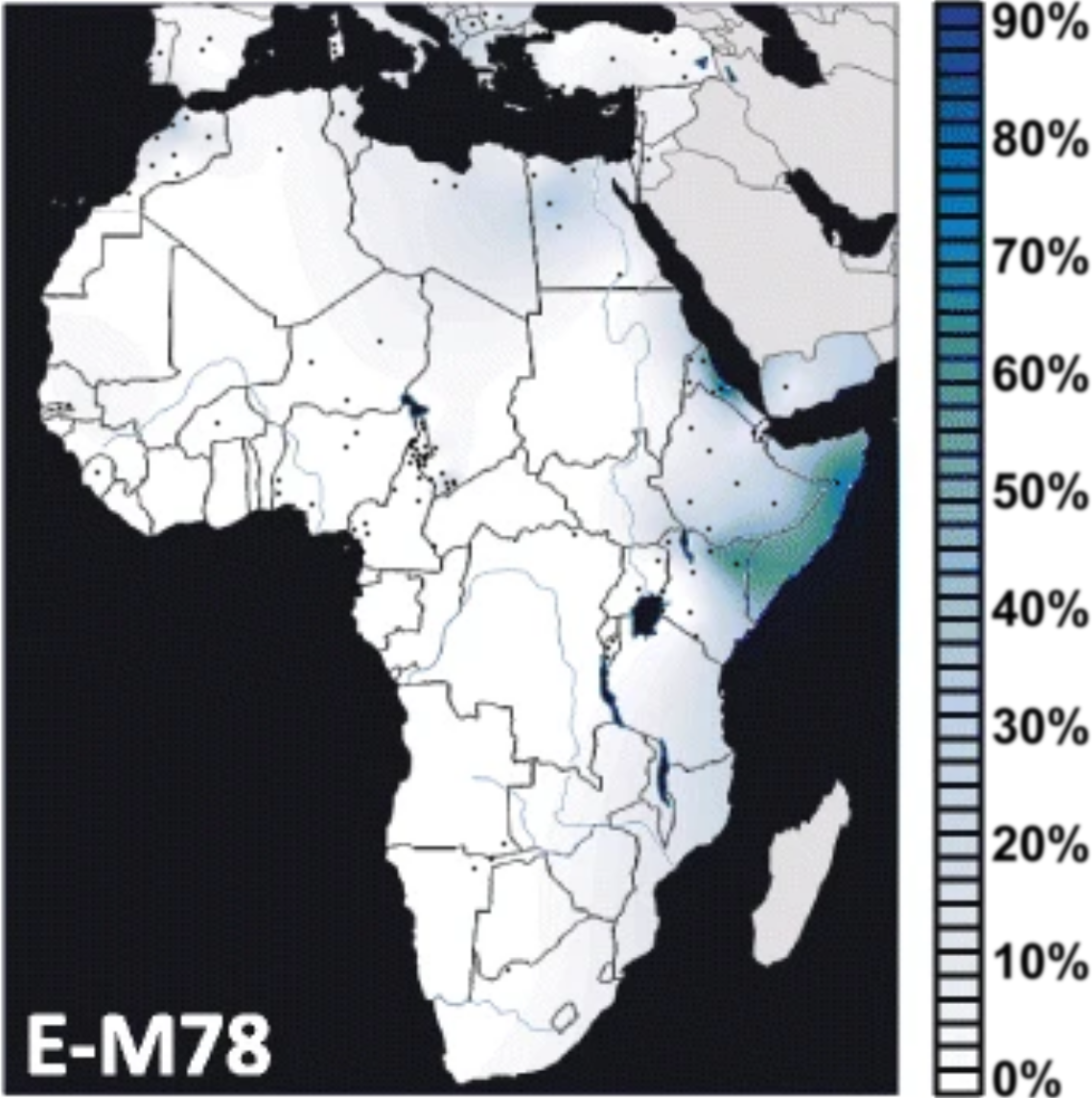
Distribuição de frequência interpolada do haplogrupo E-M78.

Listados aqui estão os principais subclados do M78 em junho de 2015. Dentro do sub-clado E-M78, Trombetta et al. 2015 alocaram a maioria dos antigos cromossomas E-M78* para três novos ramos distintos: E-V1083*, E-V1477 e E-V259. O primeiro é um paragrupo irmão dos clados E-V22 e E-V13. A mutação V1477 define um novo ramo basal observado apenas numa amostra do norte de África. Finalmente, um clado irmão do E-V12, definido pelo V264, inclui o E-V65 e uma nova linhagem da África Central definida pelo V259. O raro sub-haplogrupo E1b1b1a1-PF2186 pertencente ao M78  foi encontrado nas frequências mais altas entre a população Toubou que habita o Chade (21%).
- E-M78 (E1b1b1a1) Norte de África, Chifre da África, Ásia Ocidental, Europa (conhecido como E1b1b1a).
  - E-M78*
  - E-V1477 Encontrado em Judeus Tunisinos.
  - E-V1083
  - PF2186 Encontrado entre Toubou na área do Lago Chade.
    - E-V1083* Encontrado apenas na Eritreia (1,1%) e na Sardenha (0,3%).
    - E-V13 (E1b1b1a1b)
    - E-V22 (E1b1b1a1s)

  - E-V1129
    - E-V12 (E1b1b1a1a)
      - E-V12*
      - E-V32 (E1b1b1a1a2)

    - E-V264
      - E-V259 Encontrado em falantes chádicos (afro-asiáticos) do norte de Camarões.
      - E-V65 (E1b1b1a1d)

### E-V12

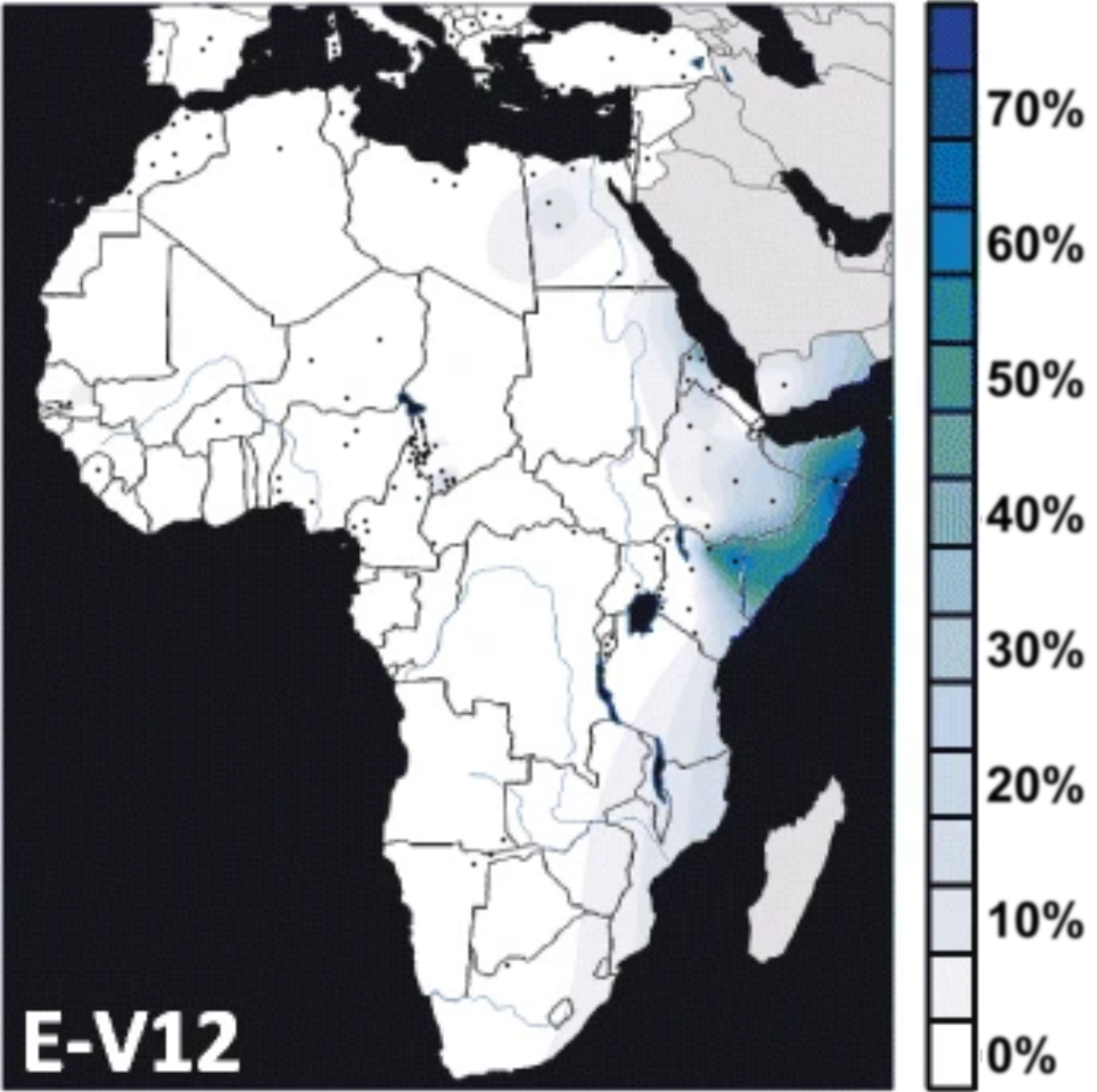
Distribuição de frequência interpolada do haplogrupo E-V12.

Este subclado de E-M78 é aquele que parece ter-se separado primeiro dos outros (surgiu por volta de 13,7-15,2 ka ). Segundo Cruciani et al. (2007), a sublinhagem E-V12 provavelmente se originou no Norte da África .

#### Linhagens E-V12* indiferenciadas
As linhagens E-V12* não-diferenciadas (que não sejam E-V32 ou E-M224, portanto denominadas "E-V12*"), atingem o pico de frequência entre os egípcios do sul (até 74,5%). Os sub-clados também estão amplamente dispersos em pequenas quantidades tanto no Norte de África quanto na Europa, mas com muito poucos indícios na Ásia Ocidental, com exceção da Turquia.  Essas linhagens E-V12* foram anteriormente incluídas (junto a muitas linhagens E-V22*  ) no "cluster delta" original de Cruciani et al. (2004), que esse definiu usando perfis Y-STR . Com a descoberta do SNP-definidor, Cruciani et al. (2007) relataram que V12* foi encontrado em suas concentrações mais altas no Egito, especialmente no sul. Hassan et al. (2008) relatam uma presença significativa de E-V12* no vizinho Sudão, incluindo em 5/33 dos coptas e em 5/39 dos núbios . O E-V12* representava aproximadamente 20% do E-M78 sudanês. Eles propõem que os subclados E-V12 e E-V22 do E-M78 podem ter sido trazidos para o Sudão a partir do seu local de origem no Norte de África após a desertificação progressiva do Saara há cerca de 6.000-8.000 anos. As mudanças climáticas repentinas podem ter forçado várias culturas/povos neolíticos a migrar para o norte, para o Mediterrâneo, e para o sul, para o Sahel e o Vale do Nilo. O paragrupo E-V12* também é observado na Europa (por exemplo, entre os bascos franceses) e na Anatólia Oriental (por exemplo, nos turcos de Erzurum ).
O sub-haplogrupo não-basal E1b1b-V12/E3b1a1 foi encontrado nas frequências mais altas entre várias populações de língua afro-asiática na África oriental, incluindo Garreh (74,1%), Gabra (58,6%), Wata (55,6%), Borana (50,0%), Sanye (41,7%), Beja (33,3%) e Rendille (29,0%).

#### Subclados de E-V12

##### E-M224
E-M224 foi encontrado em Israel entre a população iemenita israelita (5%) e parece ser um subclado menor.
Sua descoberta foi anunciada em Underhill et al. (2001), e Shen et al. (2004) encontraram-no em 1 de cada 20 israelenses iemenitas que se testaram. Cruciani et al. (2006) chamaram M224 de "raro e pouco informativo" e não encontraram exemplares.

##### E-V32

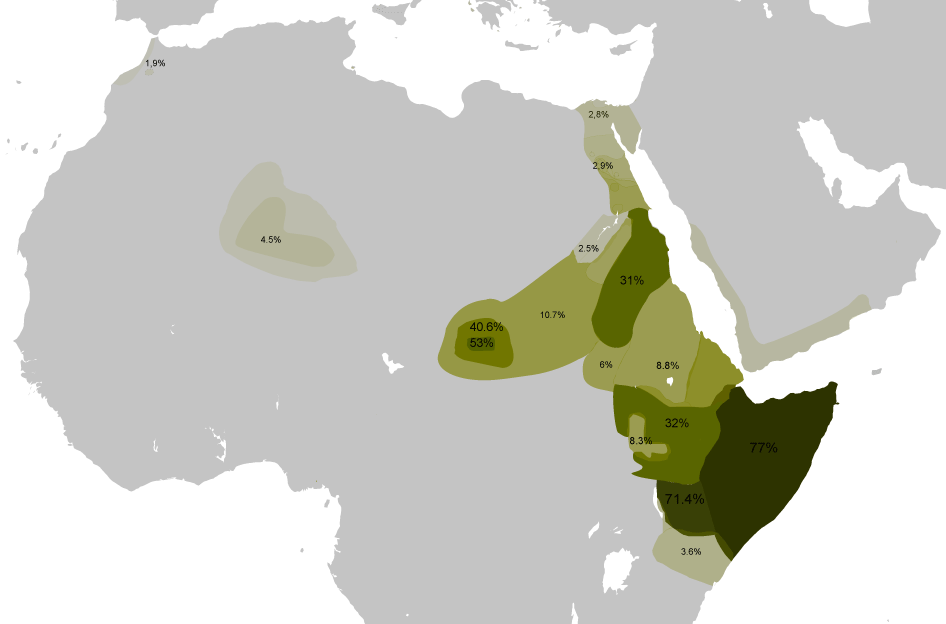
A distribuição do V-32 na África

Cruciani et al. (2007) sugerem que esse subclado do E-V12 originou-se no norte da África e, posteriormente, expandiu-se mais ao sul, para o Chifre da África, onde agora é predominante.[Nota 1] Antes da descoberta do V32, Cruciani et al. (2004) referiram-se às mesmas linhagens como o “cluster gama”, que se estimava ter surgido há cerca de 8.500 anos. Eles afirmaram que “as frequências mais altas nos três grupos de língua cuchítica: os Borana do Quênia (71,4%), os Oromo da Etiópia (32,0%) e os Somali (52,2%). Fora do leste da África, foi encontrada apenas em dois indivíduos do Egito (3,6%) e em um árabe do Marrocos”. Sanchez et al. (2005) descobriram que ela é extremamente proeminente em homens somalis e afirmaram que “a população somali masculina é um ramo da população do Chifre da África - intimamente relacionada aos Oromos na Etiópia e no norte do Quênia (Boranas)” e que suas linhagens de cluster gama “provavelmente foram introduzidas na população somali há 4000-5000 anos”. Mais recentemente, Tillmar et al. (2009) tiparam 147 homens da Somália em 12 loci Y-STR e observaram que 77% (113/147) tinham haplótipos E-V32 típicos. Atualmente, essa é a maior frequência de E-V32 encontrada em uma única amostra de população. Da mesma forma, Hassan et al. (2008) em seu estudo observaram que essa é a mais comum das subclasses de E-M78 encontradas no Sudão, especialmente entre os Beja, Masalit e Fur. Os Beja, assim como os somalis e os Oromos, falam uma língua afro-asiática e vivem ao longo do “corredor” que vai do Chifre da África até a Egito. Hassan et al. (2008) interpretam isso como um reforço da “forte correlação entre diversidade linguística e genética” e sinais de parentesco entre os Beja e os povos do Chifre da África, como os Amhara e os Oromo. Por outro lado, os Masalites e Fur vivem em Darfur e falam uma língua nilo-saariana. Os autores observaram em seu estudo que “o Masalit possui, de longe, a maior frequência do haplogrupo E-M78 e do E-V32”, o que, segundo eles, sugere “um gargalo recente na população ou uma proximidade com a origem do haplogrupo”. Entretanto, mais recentemente, Tillmar et al. (2009) amostraram 147 homens da Somália em 12 loci Y-STR /lótchai/ e observaram que 77% (113/147) tinham haplótipos E-V32 típicos. Essa é a maior frequência de E-V32 já  encontrada numa única amostra de população.
Os dados do STR de Cruciani et al. (2007) sobre o E-V12 podem se resumir da seguinte forma.
| Haplótipo | description | YCAIIa | YCAIIb | DYS413a | DYS413b | DYS19 | DYS391 | DYS393 | DYS439 | DYS460 | DYS461 | A10 |
| E-V12*    | modal       | 19     | 22     | 22      | 22      | 13    | 10     | 13     | 11     | 11     | 9      | 13  |
|           | min         | 18     | 21     | 20      | 21      | 11    | 10     | 12     | 11     | 8      | 8      | 11  |
|           | max         | 19     | 22     | 22      | 23      | 15    | 12     | 14     | 13     | 12     | 10     | 14  |
|           | number      | 40     | 40     | 40      | 40      | 40    | 40     | 40     | 40     | 40     | 40     | 40  |
| E-V32     | modal       | 19     | 21     | 22      | 23      | 11    | 10     | 13     | 12     | 10     | 10     | 13  |
|           | min         | 19     | 19     | 20      | 21      | 11    | 9      | 12     | 11     | 9      | 10     | 11  |
|           | max         | 20     | 22     | 22      | 24      | 11    | 11     | 13     | 13     | 12     | 11     | 14  |
|           | number      | 35     | 35     | 35      | 35      | 35    | 35     | 35     | 35     | 35     | 35     | 35  |
| All E-V12 | modal       | 19     | 22     | 22      | 23      | 11    | 10     | 13     | 11     | 11     | 10     | 13  |
|           | min         | 18     | 19     | 20      | 21      | 11    | 9      | 12     | 11     | 8      | 8      | 11  |
|           | max         | 20     | 22     | 22      | 24      | 15    | 12     | 14     | 13     | 12     | 11     | 14  |
|           | number      | 75     | 75     | 75      | 75      | 75    | 75     | 75     | 75     | 75     | 75     | 75  |
|           |             |        |        |         |         |       |        |        |        |        |        |     |

### E-V13

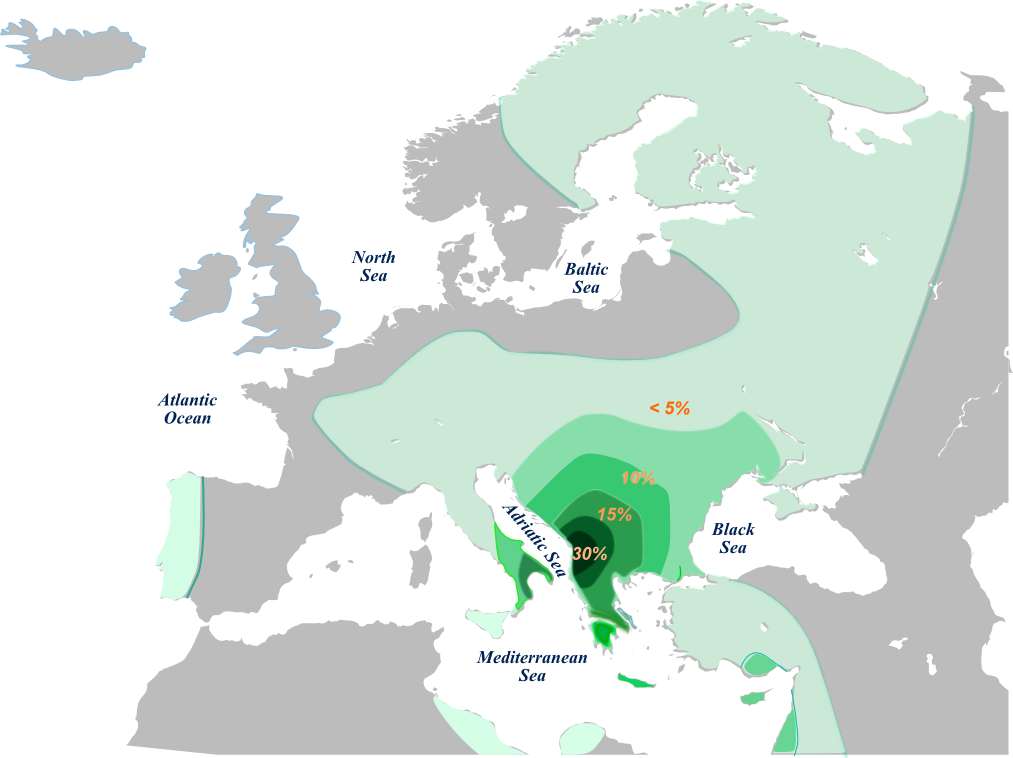
A distribuição do E-V13 de acordo com o conjunto de dados de Cruciani (2007) et al. listado acima

O clado E-V13 é equivalente ao "aglomerado alfa" de E-M78 relatado por Cruciani et al. (2004), e foi definido pela primeira vez pelo PNU V13 em Cruciani et al. (2006) . Outro PNU é conhecido para este clado, V36, relatado por Cruciani et al. (2007) . Todos os testes que se testaram positivos conhecidos para V13 também são positivos para V36. Portanto, o E-V13 é atualmente considerado "filogeneticamente equivalente" a E-V36.

O haplogrupo E-V13 é a única linhagem que atinge as maiores frequências fora da África. Na verdade, ele representa cerca de 85% dos cromossomas E-M78 europeus com um padrão clinal de distribuição de frequência desde o sul da península dos Bálcãs (19,6%) até a Europa Ocidental (2,5%). O mesmo haplogrupo também está presente em frequências mais baixas na Anatólia (3,8%), no Oriente Próximo (2,0%) e no Cáucaso (1,8%). Na África, o haplogrupo E-V13 é raro, observando-se apenas no norte da África em baixa frequência (0,9%).— Cruciani et al. (2007)
Na Europa, o E-V13 é muito comum nos Balcãs e em algumas partes da Itália. Em diferentes estudos, frequências particularmente altas se observaram em albaneses do Kosovo (45,6%),  albaneses macedônios (34,4%),  albaneses (32,29%),  e em algumas partes da Grécia (ca. 35 %).   De um modo mais geral, também foram encontradas altas frequências noutras áreas da Grécia, e entre búlgaros, romenos, macedônios e sérvios .
Na Itália, as frequências tendem a ser mais altas no sul da Itália,  com resultados particularmente elevados, por vezes observados em áreas específicas; por exemplo, em Santa Ninfa e na Piazza Armerina na Sicília . As altas frequências parecem existir também nalgumas áreas do norte e.g. em torno de Veneza, Gênova e Rimíni, bem como na ilha da Córsega e na região da Provença em sul da França, e também é encontrado em pequenas quantidades dispersas nos judeus líbios e no Egito, mas isso é provavelmente resultado da migração da Europa ou do Oriente Próximo.

#### E-V13 e migrações antigas
O aparente movimento das linhagens E-M78 do Oriente Próximo para a Europa, e a sua subsequente expansão rápida, fazem do subclado E-V13 um tópico particularmente interessante para especulação sobre antigas migrações humanas.
Concluiu-se que o nordeste da África, e não o leste da África, foi onde os cromossomas E-M78 começaram a se dispersar para outras regiões.  O cenário mais plausível é que o E-V13 tenha se originado na Ásia Ocidental.  Uma hipótese é que os portadores E-M78 desprovidos da mutação V13 tenham deixado a África e que a coalescência ocorreu mais tarde no Oriente Próximo/Anatólia.  Os dados sugerem que os portadores do V13 da Ásia Ocidental se expandiram na Europa há pelo menos 5.300 anos.  O TMRCA (pt:ACMR) do V13 Europau é de 4.700 a 4.000 anos atrás.  A análise filogenética sugere que o v13 Europau se espalhou pela Europa a partir dos Bálcãs numa "rápida expansão demográfica". 
Antes disso, a mutação SNP, V13, aparentemente surgiu pela primeira vez na Ásia Ocidental há cerca de 10 mil anos e, embora não seja difundida lá, é encontrada, por exemplo, em níveis elevados (> 10% da população masculina) nas linhagens cipriotas turcas e árabes drusas.  Os drusos são considerados uma comunidade geneticamente isolada e, portanto, são de particular interesse. A assinatura do ADN STR de alguns dos homens E-V13 entre eles foi originalmente classificada no clâster delta em Cruciani et al. (2004) . Significa que o E-V13 druso se agrupou com a maioria dos E-V12 e E-V22, e não com o E-V13 Europau, que estava principalmente no clâster alfa.
| haplotype  | description | YCAIIa | YCAIIb | DYS413a | DYS413b | DYS19 | DYS391 | DYS393 | DYS439 | DYS460 | DYS461 | A10 |
| All E-V13  | modal       | 19     | 21     | 23      | 24      | 13    | 10     | 13     | 12     | 9      | 10     | 13  |
| Druze V13  | 1           | 19     | 21     | 23      | 23      | 13    | 10     | 13     | 13     | 11     | 9      | 12  |
| Druze V13  | 2           | 19     | 21     | 23      | 23      | 13    | 10     | 13     | 13     | 11     | 9      | 13  |
| All E-V22  | modal       | 19     | 22     | 22      | 23      | 14    | 10     | 13     | 12     | 11     | 10     | 12  |
| All E-V12* | modal       | 19     | 22     | 22      | 22      | 13    | 10     | 13     | 11     | 11     | 9      | 13  |

precoce

##### Migração inicial do Oriente Médio para a Europa
Muitas vezes, pensa-se que a distribuição e a diversidade do V13 representam a introdução das primeiras tecnologias agrícolas, durante a expansão neolítica, na Europa através dos Bálcãs. O haplogrupo J2b (J-M12) também tem sido frequentemente discutido em conexão com V13, como um haplogrupo com distribuição e pré-história aparentemente muito semelhantes. (Não há consenso quanto às circunstâncias ou ao momento da sua evolução.)
- A "expansão depois do Último Máximo Glacial (cerca de 20 quiloanos (ka))"
- O " Drias recente - reexpansão do Holoceno (cerca de 12 ka)"
- O “crescimento populacional associado à introdução de práticas agrícolas (cerca de 8 mil)”
- O "desenvolvimento da tecnologia Bronze (cerca de 5ka)"

Os dois últimos parecem estar dentro do intervalo de tempo possível para o V13, dada a sua idade de STR supostamente surgir no Oriente Médio. A favor da tese da conexão agrícola, restos humanos escavados numa caverna funerária espanhola datada de aproximadamente 7.000 anos atrás foram encontrados neste haplogrupo.
No entanto, a entrada precoce na Europa também é possível. Battaglia et al. (2008), por exemplo, propõem que a linhagem E-M78*, ancestral de todos os homens E-V13 modernos, saiu rapidamente duma terra ancestral no sul do Egito, em condições mais úmidas do início do Holoceno ; chegou aos Bálcãs apenas com tecnologias mesolíticas e só posteriormente integrou-se com culturas neolíticas que chegaram mais tarde aos Bálcãs.
Em qualquer caso, o E-V13 é frequentemente descrito na genética populacional como um dos componentes da composição genética Europaia que mostra uma ligação relativamente recente de populações do Médio Oriente, entrando na Europa e presumivelmente associadas à introdução de novas tecnologias. Como tal, às vezes também é observado que se trata de um movimento genético relativamente recente da África para a Eurásia, e foi descrito como "um sinal para uma migração separada do final do Pleistoceno da África para a Europa através do Sinai ... que não se manifesta em distribuições de haplogrupos de ADNmt ".
Após a sua entrada inicial na Europa, houve então uma dispersão desde os Bálcãs para o resto da Europa. Também para este movimento existe um amplo leque de possibilidades. Battaglia et al. (2008) sugerem que o subclado E-V13 de E-M78 se originou in situ na Europa, e propõem que a primeira grande dispersão de E-V13 dos Bálcãs possa ter ocorrido na direção do Mar Adriático com a cultura Neolítica de Cerâmica Impressas muitas vezes referido como Impressa ou Cardial . A descoberta acima mencionada do mais arcaico E-V13 na Espanha apoia essa sugestão.
Em contrapartida, Cruciani et al. (2007) sugerem que a saída dos Balcãs pode ter sido mais recente do que há 5.300 anos. Os autores sugerem que, na sua maior parte, o E-V13 moderno descende duma população que permaneceu nos Bálcãs até à Idade do Bronze dos Balcãs. Eles consideram que "a dispersão dos haplogrupos E-V13 e J-M12 parece ter seguido principalmente as vias fluviais que ligam o sul dos Bálcãs ao centro-norte da Europa". Peričic et al. (2005) propõem os rios Vardar-Morava-Danúbio como uma possível rota de dispersão neolítica para a Europa central. Bird (2007) propõe uma dispersão ainda mais recente para fora dos Bálcãs, na época do Império Romano.
Segundo Lacan et al. (2011), esqueletos neolíticos (~7.000 anos de idade) que foram escavados na caverna Avellaner na Catalunha, nordeste da Espanha, incluíam um espécime masculino, que carregava o haplogrupo E1b1b. Este fóssil pertencia ao subclado E1b1b1a1b (V13) e possuía haplótipos idênticos aos encontrados em indivíduos Europaus modernos (cinco albaneses, dois franceses da Provença, dois corsos, dois bósnios, um italiano, um siciliano e um grego). A presença deste haplogrupo na Espanha neolítica sugere que está associado ao pacote agrícola neolítico . O antigo agricultor também carregava o clado U5 DNAmt, um dos primeiros haplogrupos maternos Europaus. Seus marcadores STR autossômicos também eram os mais típicos da Europa. Além disso, a amostra era C/C homozigótica para o SNP de persistência da lactase LP-13910-C/T, indicando que ele era intolerante à lactose .
Loosdrecht et al. (2018) encontraram um esqueleto, na Grotte des Pigeons (pt: Gruta dos Pombos) perto de Taforalt, no leste de Marrocos, que carregava o haplogrupo E1b1b1a1b1, antecessor do EV13. O esqueleto foi datado diretamente entre 15.100 e 13.900 anos calculados antes do presente. Martiniano et al. (2022) posteriormente reatribuíram todas as amostras de Taforalt ao haplogrupo E-M78 e nenhuma ao E-L618, o antecessor do EV13. Fernandes et al. (2016) e Lipson et al. (2017) detectaram o haplogrupo E-L618 em dois indivíduos da Hungria e da Croácia atribuídos à cultura Lengyel .  

#### Soldados gregos no Paquistão
Tanto o E-M78 quanto o J-M12 também foram utilizados em estudos que procuram encontrar evidências de uma presença grega remanescente no Afeganistão e no Paquistão, remontando à época de Alexandre, o Grande.

Uma extensa análise da diversidade Y entre os gregos e três populações paquistanesas - o Burusho, o Kalash e o Pathan - que alegam descendência de soldados gregos, nos permitiu comparar as linhagens Y dentro dessas populações e reavaliar suas origens gregas sugeridas. Esse estudo como um todo parece excluir uma grande contribuição grega para qualquer população paquistanesa, confirmando observações anteriores. No entanto, ele fornece fortes evidências em apoio às origens gregas de uma pequena proporção de paquistaneses, conforme demonstrado pela rede do clado E e pelas baixas distâncias genéticas em pares entre essas duas populações.— Firasat et al. (2006)
No entanto, esse estudo testou apenas o M78, e não o V13, o tipo típico de M78 dos Balcãs. Análises mais recentes e detalhadas do E-V13 nesta região concluíram, no entanto, que esta hipótese está incorreta e que as variantes aí encontradas não são os tipos típicos dos Balcãs. Em vez disso, "as linhagens do Afeganistão estão correlacionadas com os do Médio Oriente e os iranianos, mas não com as populações dos Balcãs"

#### Antiga Grã-Bretanha
Frequências significativas de E-V13 também foram observadas em cidades do País de Gales, ao redor de Céstria (antiga Deva Victrix ) na Inglaterra, e na Escócia . A antiga cidade comercial de Abergela, na costa norte do País de Gales, em particular, mostrou que 7 dos 18 habitantes locais testados pertenciam a esta linhagem (aproximadamente 40%), conforme relatado em Weale et al. (2002) .
Alguns estudiosos (por exemplo, Bird (2007) atribuíram a presença de E-V13 na Grã-Bretanha, especialmente em áreas de alta frequência, à colonização romana durante os séculos primeiro a quarto dC. O Exército Romano incluindo homens de ascendência balcânica, incluindo trácios, ilírios e dácios . Em particular, Steven Bird propõe uma ligação a uma região moderna que abrange o Côsovo, o sul da Sérvia, o norte da Macedônia e o extremo noroeste da Bulgária - uma região correspondente à província romana da Mésia Superior, que foi identificada por Peričic et al. (2005) como albergando a maior frequência mundial deste subclado.
Também é notável que o E-V13 parece estar ausente no centro moderno da Inglaterra, especialmente em  Midlands Ocidentais e Midlands do Sul . Bird (2007) observa que o perfil genético coletivo das Midlands inglesas é semelhante ao da província neerlandesa da Frísia, que não foi colonizada por Roma, mas foi, como a Inglaterra, sujeita à colonização anglo-saxônica . O chamado "buraco E3b" no centro da Inglaterra, segundo Steven Bird, pode refletir uma substituição populacional – de povos romano-britânicos por anglo-saxões . Thomas et al. (2006) levantam a possibilidade de estruturas sociais de domínio da elite do tipo “ apartheid ” na Inglaterra Anglo-Saxã. Bird (2007) concorda: "O 'buraco E3b' sugere que (a) um deslocamento maciço da ... população romano-britânica por invasão ou, (b) a substituição genética substancial do Y-DNA romano-britânico através de um modelo de dominância da elite ("apartheid")... Independentemente do mecanismo, a região Central da Inglaterra... com sua falta de haplótipos E3b, é a área que tem a "similaridade mais notável na distribuição dos cromossomos Y" com a Frísia. "

#### Subclados de E-V13
Embora a maioria dos indivíduos E-V13 não apresente quaisquer mutações SNP a jusante conhecidas e sejam, portanto, categorizados como E-V13*, existem vários subclados reconhecidos, todos os quais podem ser muito pequenos. Esse é um dos dois casos em que Karafet et al. (2008) observaram que, na época desse artigo, não era certo que os dois clados fossem verdadeiramente separados ("as posições dessas mutações não foram resolvidas devido à falta de uma amostra de ADN contendo o estado derivado em V27") .
- E-V27. Definido por V27. Cruciani et al. (2007) encontraram um caso na Sicília .
- E-P65. Definido por P65.
- E-L17. Definido por L17.
- E-L143. Definido por L143.
- E-M35.2. Definido por M35.2.
- E-L241. Definido por L241.
- E-L250. Definido por L250, L251 e L252.

### E-V22

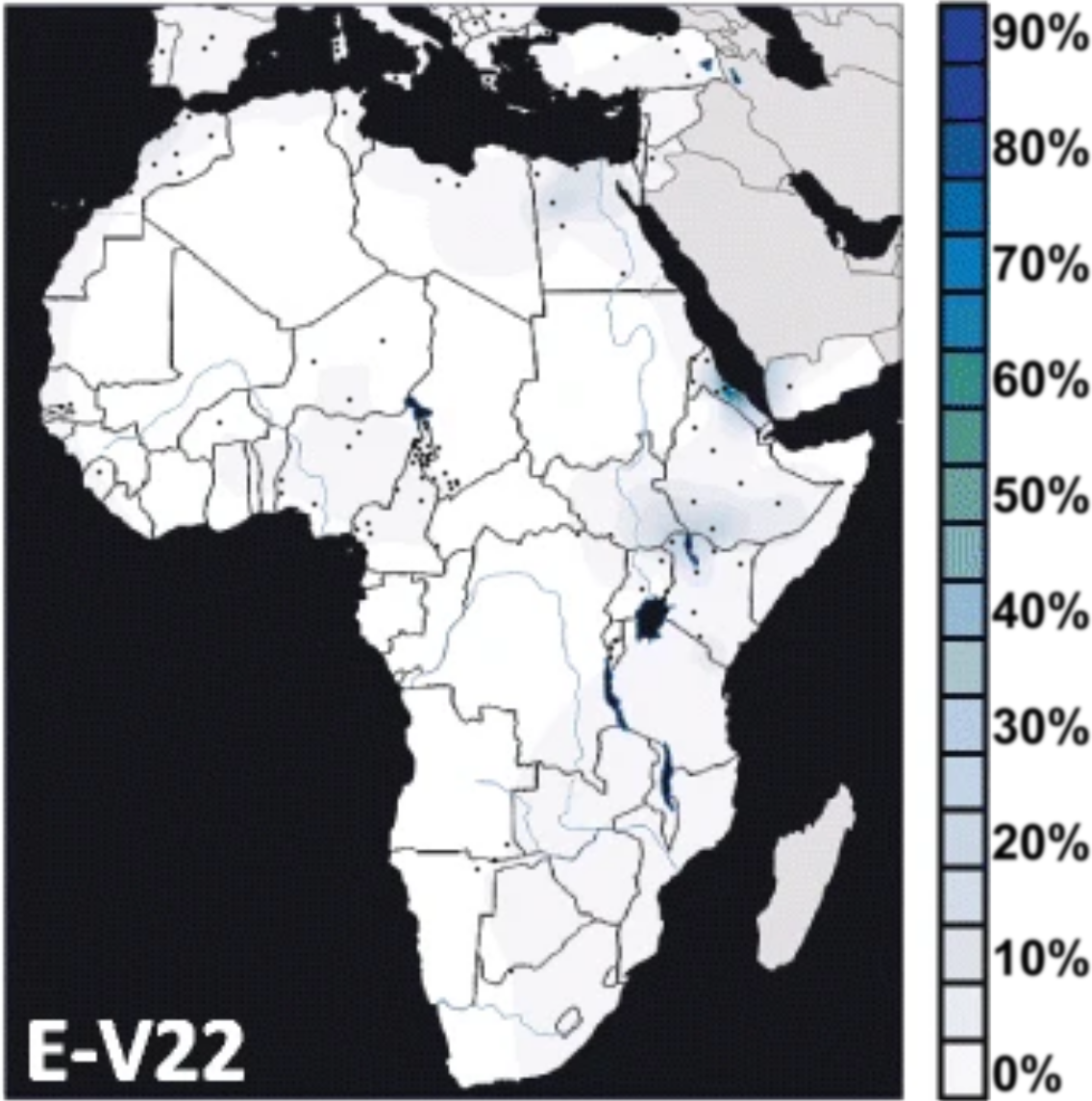
Distribuição de frequência interpolada do haplogrupo E-V22.

Tal clado compreende a maior parte daqueles classificados no "aglomerado delta" de Cruciani et al. (2004) . Cruciani et al. (2006) observaram mais tarde que "os cromossomos E-V22 e E-V12* estão misturados e não são claramente diferenciados por seus haplótipos de microssatélites".
A frequência mais alta de E-V22 se observou até agora entre os levitas samaritanos com frequência de 100%,
Existem dois subclados reconhecidos, aparentemente separados, embora Karafet et al. (2008) observaram que, na época desse artigo, "as posições dessas mutações não foram resolvidas devido à falta duma amostra de DNA contendo o estado derivado no [...] V19".
- E-M148 Definido por M148. Underhill et al. (2000) encontraram 1 exemplo no subcontinente indiano . Cruciani et al. (2006) chama M148 de "raro e pouco informativo".
- E-V19 Definido por V19. Cruciani et al. (2007) encontraram 2 exemplares na Sardenha .

### E-V65
Este subclado, equivalente ao "cluster beta" (aglomerado beta) anteriormente classificado, se encontra em níveis elevados nas regiões do Magrebe, no extremo norte da África. Cruciani et al. (2007) relatam níveis de cerca de 20% entre as linhagens árabes líbias e cerca de 30% entre os árabes marroquinos . Parece ser menos comum entre os berberes, mas ainda presente em níveis >10%. Os autores sugerem uma origem norte-africana para esta linhagem. Na Europa, apenas alguns indivíduos foram encontrados na Itália e na Grécia. Os resultados do artigo podem ser resumidos da seguinte forma:
| E-V65  | YCAIIa | YCAIIb | DIS413a | DIS413b | DIS19 | DIS391 | DIS393 | DIS439 | DIS460 | DIS461 | A10 |
| modal  | 19     | 21     | 21      | 23      | 13    | 10     | 13     | 10     | 10     | 11     | 13  |
| min    | 19     | 20     | 20      | 22      | 11    | 10     | 13     | 10     | 9      | 9      | 12  |
| máx.   | 21     | 21     | 22      | 23      | 14    | 11     | 14     | 11     | 11     | 12     | 13  |
| número | 38     | 38     | 38      | 38      | 38    | 38     | 38     | 38     | 38     | 38     | 38  |
|        |        |        |         |         |       |        |        |        |        |        |     |

Capelli et al. (2009) estudaram o aglomerado beta na Europa. Eles encontraram pequenas quantidades no sul da Itália, mas também traços na Cantábria, em Portugal e na Galiza, sendo que a Cantábria apresentou o nível mais alto da Europa em seu estudo, com 3,1% (5 de 161 pessoas). Além da Cantábria, Rodriguez et al. (Pancorbo) encontraram altas frequências de E-V65 entre os habitantes autóctones bascos da província de Álava (17,3%), província de Biscaia (10,9%) e província de Guipúscoa (3,3%).

### E-M521
A descoberta deste subclado foi anunciada em Battaglia et al. (2008). Eles descobriram que 2 entre 92 gregos tinham essa mutação.

## Filogenética

### História filogenética
Antes de 2002, havia na literatura acadêmica pelo menos sete sistemas de nomenclatura para a árvore filogenética do cromossoma Y. Isso levou a uma confusão considerável. Em 2002, os principais grupos de pesquisa se uniram e formaram o Consórcio do Cromossomo-Y (Y-Chromosome Consortium (YCC)). Eles publicaram um documento conjunto que criou uma única árvore nova que todos concordaram em usar. Mais tarde, um grupo de cientistas cidadãos com interesse em genética populacional e genealogia genética formou um grupo de trabalho para criar uma árvore amadora com o objetivo de ser acima de tudo oportuna. A tabela abaixo reúne todos esses trabalhos no ponto histórico da Árvore YCC de 2002. Isso permite que um pesquisador que revise literatura publicada mais antiga se mova rapidamente entre as nomenclaturas.
| YCC 2002/2008 (Shorthand) | (α) | (β) | (γ) | (δ) | (ε) | (ζ) | (η) | YCC 2002        | YCC 2005        | YCC 2008        | YCC 2010r       | ISOGG   | ISOGG   | ISOGG      | ISOGG      | ISOGG      | ISOGG       | ISOGG        |
| YCC 2002/2008 (Shorthand) | (α) | (β) | (γ) | (δ) | (ε) | (ζ) | (η) | (Forma extensa) | (Forma extensa) | (Forma extensa) | (Forma extensa) | 2006    | 2007    | 2008       | 2009       | 2010       | 2011        | 2012         |
| ------------------------- | --- | --- | --- | --- | --- | --- | --- | --------------- | --------------- | --------------- | --------------- | ------- | ------- | ---------- | ---------- | ---------- | ----------- | ------------ |
| E-P29                     | 21  | III | 3A  | 13  | Eu3 | H2  | B   | E*              | E               | E               | E               | E       | E       | E          | E          | E          | E           | E            |
| E-M33                     | 21  | III | 3A  | 13  | Eu3 | H2  | B   | E1*             | E1              | E1a             | E1a             | E1      | E1      | E1a        | E1a        | E1a        | E1a         | E1a          |
| E-M44                     | 21  | III | 3A  | 13  | Eu3 | H2  | B   | E1a             | E1a             | E1a1            | E1a1            | E1a     | E1a     | E1a1       | E1a1       | E1a1       | E1a1        | E1a1         |
| E-M75                     | 21  | III | 3A  | 13  | Eu3 | H2  | B   | E2a             | E2              | E2              | E2              | E2      | E2      | E2         | E2         | E2         | E2          | E2           |
| E-M54                     | 21  | III | 3A  | 13  | Eu3 | H2  | B   | E2b             | E2b             | E2b             | E2b1            | -       | -       | -          | -          | -          | -           | -            |
| E-P2                      | 25  | III | 4   | 14  | Eu3 | H2  | B   | E3*             | E3              | E1b             | E1b1            | E3      | E3      | E1b1       | E1b1       | E1b1       | E1b1        | E1b1         |
| E-M2                      | 8   | III | 5   | 15  | Eu2 | H2  | B   | E3a*            | E3a             | E1b1            | E1b1a           | E3a     | E3a     | E1b1a      | E1b1a      | E1b1a      | E1b1a1      | E1b1a1       |
| E-M58                     | 8   | III | 5   | 15  | Eu2 | H2  | B   | E3a1            | E3a1            | E1b1a1          | E1b1a1          | E3a1    | E3a1    | E1b1a1     | E1b1a1     | E1b1a1     | E1b1a1a1a   | E1b1a1a1a    |
| E-M116.2                  | 8   | III | 5   | 15  | Eu2 | H2  | B   | E3a2            | E3a2            | E1b1a2          | E1b1a2          | E3a2    | E3a2    | E1b1a2     | E1b1a2     | E1ba12     | removed     | removed      |
| E-M149                    | 8   | III | 5   | 15  | Eu2 | H2  | B   | E3a3            | E3a3            | E1b1a3          | E1b1a3          | E3a3    | E3a3    | E1b1a3     | E1b1a3     | E1b1a3     | E1b1a1a1c   | E1b1a1a1c    |
| E-M154                    | 8   | III | 5   | 15  | Eu2 | H2  | B   | E3a4            | E3a4            | E1b1a4          | E1b1a4          | E3a4    | E3a4    | E1b1a4     | E1b1a4     | E1b1a4     | E1b1a1a1g1c | E1b1a1a1g1c  |
| E-M155                    | 8   | III | 5   | 15  | Eu2 | H2  | B   | E3a5            | E3a5            | E1b1a5          | E1b1a5          | E3a5    | E3a5    | E1b1a5     | E1b1a5     | E1b1a5     | E1b1a1a1d   | E1b1a1a1d    |
| E-M10                     | 8   | III | 5   | 15  | Eu2 | H2  | B   | E3a6            | E3a6            | E1b1a6          | E1b1a6          | E3a6    | E3a6    | E1b1a6     | E1b1a6     | E1b1a6     | E1b1a1a1e   | E1b1a1a1e    |
| E-M35                     | 25  | III | 4   | 14  | Eu4 | H2  | B   | E3b*            | E3b             | E1b1b1          | E1b1b1          | E3b1    | E3b1    | E1b1b1     | E1b1b1     | E1b1b1     | removed     | removed      |
| E-M78                     | 25  | III | 4   | 14  | Eu4 | H2  | B   | E3b1*           | E3b1            | E1b1b1a         | E1b1b1a1        | E3b1a   | E3b1a   | E1b1b1a    | E1b1b1a    | E1b1b1a    | E1b1b1a1    | E1b1b1a1     |
| E-M148                    | 25  | III | 4   | 14  | Eu4 | H2  | B   | E3b1a           | E3b1a           | E1b1b1a3a       | E1b1b1a1c1      | E3b1a3a | E3b1a3a | E1b1b1a3a  | E1b1b1a3a  | E1b1b1a3a  | E1b1b1a1c1  | E1b1b1a1c1   |
| E-M81                     | 25  | III | 4   | 14  | Eu4 | H2  | B   | E3b2*           | E3b2            | E1b1b1b         | E1b1b1b1        | E3b1b   | E3b1b   | E1b1b1b    | E1b1b1b    | E1b1b1b    | E1b1b1b1    | E1b1b1b1a    |
| E-M107                    | 25  | III | 4   | 14  | Eu4 | H2  | B   | E3b2a           | E3b2a           | E1b1b1b1        | E1b1b1b1a       | E3b1b1  | E3b1b1  | E1b1b1b1   | E1b1b1b1   | E1b1b1b1   | E1b1b1b1a   | E1b1b1b1a1   |
| E-M165                    | 25  | III | 4   | 14  | Eu4 | H2  | B   | E3b2b           | E3b2b           | E1b1b1b2        | E1b1b1b1b1      | E3b1b2  | E3b1b2  | E1b1b1b2a  | E1b1b1b2a  | E1b1b1b2a  | E1b1b1b2a   | E1b1b1b1a2a  |
| E-M123                    | 25  | III | 4   | 14  | Eu4 | H2  | B   | E3b3*           | E3b3            | E1b1b1c         | E1b1b1c         | E3b1c   | E3b1c   | E1b1b1c    | E1b1b1c    | E1b1b1c    | E1b1b1c     | E1b1b1b2a    |
| E-M34                     | 25  | III | 4   | 14  | Eu4 | H2  | B   | E3b3a*          | E3b3a           | E1b1b1c1        | E1b1b1c1        | E3b1c1  | E3b1c1  | E1b1b1c1   | E1b1b1c1   | E1b1b1c1   | E1b1b1c1    | E1b1b1b2a1   |
| E-M136                    | 25  | III | 4   | 14  | Eu4 | H2  | B   | E3ba1           | E3b3a1          | E1b1b1c1a       | E1b1b1c1a1      | E3b1c1a | E3b1c1a | E1b1b1c1a1 | E1b1b1c1a1 | E1b1b1c1a1 | E1b1b1c1a1  | E1b1b1b2a1a1 |

#### Publicações de pesquisa
As seguintes equipas de pesquisa, de acordo com suas publicações, foram representadas na criação da árvore YCC.
- α Jobling e Tyler-Smith 2000 e Kaladjieva 2001
- β Underhill 2000
- γ Hammer 2001
- δ Karafet 2001
- ε Semino 2000
- ζ Su 1999
- η Capelli 2001

### Genética
- African admixture in Europe
- Genetic genealogy
- Haplogroup D (Y-DNA)
- Haplogroup DE (Y-DNA)
- Haplogroup
- Haplotype
- Human Y-chromosome DNA haplogroup
- Molecular phylogenetics
- Paragroup
- Subclade
- Y-chromosome haplogroups in populations of the world
- Y-DNA haplogroups by ethnic group
- Y-DNA haplogroups in populations of Sub-Saharan Africa

### Subclados Y-DNA E
- Haplogrupo E-L485 (Y-DNA)
- Haplogrupo E-M180 (Y-DNA)
- Haplogrupo E-M33 (Y-DNA)
- Haplogrupo E-M96 (Y-DNA)
- Haplogroup E-P147 (Y-DNA)
- Haplogroup E-P177 (Y-DNA)
- Haplogrupo E-P2 (Y-DNA)
- Haplogrupo E-V12 (Y-DNA)
- Haplogrupo E-V13 (Y-DNA)
- Haplogrupo E-V22 (Y-DNA)
- Haplogrupo E-V65 (Y-DNA)
- Haplogrupo E-V38 (Y-DNA)
- Haplogrupo E-M215 (Y-DNA)
- Haplogrupo E-M123 (Y-DNA)
- Haplogrupo E-M75 (Y-DNA)
- Haplogrupo E-V68 (Y-DNA)
- Haplogrupo E-Z820 (Y-DNA)
- Haplogrupo E-Z827 (Y-DNA)
- Haplogrupo E-M521 (Y-DNA)